# Concerto pour violoncelle no 1 de Chostakovitch
Pour les articles homonymes, voir Concerto pour violoncelle.

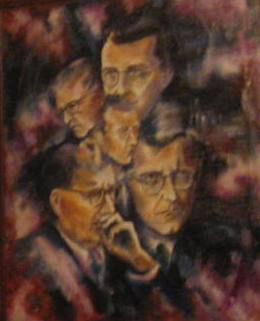
Figures de Shostakovich par Tatyana Apraksina (huile sur toile -1986).

Le Premier Concerto pour violoncelle en mi bémol majeur (op. 107) est une œuvre orchestrale composée par Dmitri Chostakovitch en 1959.

## Historique
Composé dans une période difficile de la vie de Chostakovitch qui souffre alors de poliomyélite, ce concerto est dédié à Mstislav Rostropovitch qui en donna la  première le 4 octobre 1959 à Moscou.

## Structure
L'exécution dure environ 30 minutes :
1. Allegretto
2. Moderato
3. Cadenza
4. Finale : Allegro con moto

Le premier mouvement, qui s'ouvre par un thème léger et insouciant exposé par le soliste, apparaît un peu comme un vaste prologue, par rapport au bloc des trois mouvements suivants qui sont enchaînés. Le Moderato se caractérise par une mélodie typiquement russe et aboutit à une culmination dramatique, avant une coda dans laquelle intervient le célesta.  
Après la Cadence, l'énergique finale fait réapparaître le thème du premier mouvement.
Le monogramme musical DSCH est très nettement prédominant dans l'ensemble de l'œuvre. De plus dans le finale Chostakovitch utilise une mélodie géorgienne favorite de Staline, Suliko, en la distordant de manière macabre et ironique montrant par là même que longtemps après la mort de celui-ci, il n'avait rien oublié des persécutions dont il fut la victime. 
Un des thèmes du Premier Concerto pour violoncelle sera repris par Chostakovitch l'année suivante dans le troisième mouvement du célèbre Huitième Quatuor à cordes.
Selon François-René Tranchefort : "On ne classera peut-être pas son Premier concerto pour violoncelle parmi ses plus grandes réussites (le suivant sera nettement supérieur)".

## Discographie sélective
- Mstislav Rostropovitch et l'Orchestre philharmonique de New York dirigé par Dimitri Mitropoulos, Sony Music.
- Mstislav Rostropovitch et l'Orchestre de Philadelphie dirigé par Eugene Ormandy, 1959, chez CBS Records.
- Paul Tortelier et l'Orchestre symphonique de Bournemouth dirigé par Paavo Berglund, 1973, EMI Classics.
- Heinrich Schiff et l'Orchestre symphonique de la Radiodiffusion bavaroise dirigé par Maxime Chostakovitch, 1985, Philips Classics.
- Mischa Maisky et l'Orchestre symphonique de Londres dirigé par Michael Tilson Thomas, 1999, Deutsche Grammophon.
- Gautier Capuçon et l'orchestre du théâtre Mariinsky dirigé par Valery Gergiev, 2015, Erato.